# Rožok
Rožok je malá národní přírodní rezervace, která se nachází v katastrálním území obce Uličské Krivé v okrese Snina v Prešovském kraji na východě Slovenska. Jako rezervace byla vyhlášena v roce 1965 a rozprostírá se na ploše 67,13 ha. Obsahuje les pralesovitého charakteru a nachází se zde zejména buky. Rezervace spadá pod Národní park Poloniny.
Od 28. února 2007 je rezervace Rožok zapsána na Seznamu světového dědictví UNESCO, kde je spolu s dalšími několika rezervacemi registrována pod názvem „Původní bukové lesy Karpat“.